# فلای پرشیا

هواپیمای فلای پرشیا

هواپیمایی فلای پرشیا (به انگلیسی: Fly Persia) یک شرکت هواپیمایی خصوصی ایرانی است که در سال ۱۳۹۶ تأسیس شد و فعالیت خود را در سال ۱۳۹۸ به مرکزیت شیراز آغاز نمود. هم‌اکنون با ۲ فروند هواپیما و ۱۰ مقصد پروازی در حال فعالیت است.

## تاریخچه
شرکت هواپیمایی فلای پرشیا پس از ثبت در اداره ثبت شرکت‌ها در سال ۱۳۹۶، فعالیت خود را جهت دریافت گواهینامه عملیات پروازی از سازمان هواپیمای کشوری شروع و پس از دریافت این گواهینامه (AOC) در آذر ماه ۱۳۹۸ با انجام اولین پرواز مسافری از مبدأ شیراز به مشهد مقدس، فعالیت خود را آغاز نمود. آغاز به کار این شرکت در شورای عالی هوانوردی کشور در سال ۱۳۹۶ موافقت شد و این خط هوایی به مرکزیت شیراز به ثبت رسید. این شرکت با محوریت شیراز در فرودگاه بین‌المللی شهید دستغیب شیراز فعالیت می‌کند. 

## ناوگان
فلای پرشیا فعالیت خود را با ۳ فروند آغاز نمود اما عملا این شرکت از ۲ هواپیمای بویینگ ۷۳۷-۳۰۰ با رجیسترهای EP-FPA و EP-FPC برای انجام پروازهای خود استفاده می‌کند. سال ساخت این هواپیماها به ترتیب ۱۹۹۹ و ۱۹۹۷ است. 

ناوگان فلای پرشیا
| هواپیما        | تعداد | ظرفیت صندلی | توضیحات                               |
| -------------- | ----- | ----------- | ------------------------------------- |
| بوئینگ 737-300 | 2     | 148         | یک فروند به هواپیمایی ساها فروخته شد. |

## مقاصد پروازی
اولین پرواز این شرکت در تاریخ ۹ آذر ۱۳۹۸ از مبدأ شیراز به مشهد مقدس انجام شد.

## نقص فنی و حوادث + نکات + لوگو
- تاریخ ۵ مرداد هواپیمایی فضای پرشیا درحال ترک فرودگاه کیش به سمت تهران بود . اما در زمان تیک اف و بلند شدن ، چرخ آن ترکیده و هواپیما در باند فرودگاه کیش متوقف می شود . وضعیت مسافرین در زمان کنونی مشخص نمی باشد .
- شرکت فلای‌پرشیا از لحاظ میزان خسارت لغو بلیط به عنوان یکی از گران‌ترین ایرلاین‌های ایرانی به شمار می‌آید. لغو بلیط در این ایرلاین تا یک روز پیش از پرواز بیش از ۷۰ درصد خسارت برای مسافر به همراه دارد
- لوگوی هواپیمایی فلای‌پرشیا کپی فلای‌دبی ، ایرلاین ارزان‌قیمت اماراتی بوده و لوگوی بال و لوگوی بدنه هواپیما کپی می‌باشد .